# ヴォルフガング・クレフ
ヴォルフガング・クレフ（Wolfgang Kleff、1946年11月16日 - ）は、ドイツ・シュヴェールテ出身の元サッカー選手。元西ドイツ代表。ポジションはGK。クラブでは長年ボルシアMGでプレー、通算428試合に出場した。この間に5度のリーグ優勝などを果たした。1976-77年シーズンにはチャンピオンズカップ決勝に進出した。
西ドイツ代表としての出場は6試合ながら、1972年のUEFA欧州選手権1972、1974年のFIFAワールドカップ・西ドイツ大会に参加、それぞれの大会で控え選手として優勝を果たした。

## タイトル

### クラブ
ボルシアMG
- ブンデスリーガ: 1969-70, 1970-71, 1974-75, 1975-76, 1976-77
- DFBポカール: 1972-73
- UEFAカップ: 1974-75, 1978-79

### 代表
西ドイツ
- UEFA欧州選手権: 1972
- FIFAワールドカップ: 1974